# Олександр Невський
Олександр Ярославович Не́вський (д.-рус. Алеѯандръ Ꙗрославичь Невьскыи; близько 1221, Переславль-Залєський — 14 листопада 1263, Городець) — князь новгородський (1236—1240,1241—1252, 1257—1259), псковський (1242), великий князь владимирський (1252—1263), Великий князь київський за ярликом хана Батия (1249—1263). Батько першого князя Москви Данила. По лінії матері правнук половецького хана Котяна. Існують суперечки щодо дати народження Олександра . Святий Російської і Болгарської православних церков.

## Біографія

### Молоді роки
Народився в Переславлі-Залєському. Був другим сином Ярослава Всеволодовича від його третьої дружини Ростислави (у хрещенні Феодосії), дочки Мстислава Удатного.
У 1239 році одружився з донькою полоцького князя Брячислава Васильковича. Ще з дитячих років не раз від імені батька обіймав князівський стіл у Новгороді (1228—1229, 1231). Сівши тут знову 1236 року, Олександр Ярославич воював із Литвою, Швецією, Тевтонським орденом.

### Княжіння у Новгороді
15 червня 1240 року на чолі своєї дружини, не дочекавшись міського ополчення Новгорода й Ладоги, Олександр мав сутичку із загоном шведів на річці Неві. Саме за цю подію Олександр Ярославич пізніше й дістав прізвисько Невський[джерело?]. У 1242 році виграв військову сутичку із загоном німецьких хрестоносців на Чудському озері. Деякі дослідники зауважують, що Олександр Ярославич не міг брати участі в Невській битві та Битві на Чудському озері, оскільки йому на той момент було всього 11 років.
У 1245 році Олександр Ярославич провів успішну війну з литовцями. Військо князя знищило литовські загони під Усвятом і переслідувало їх аж до Литви.

### Боротьба за Владимир
По смерті батька, великого князя владимирського Ярослава Всеволодича, у вересні 1246 року Олександр отримав від монголів Тверське князівство.
Навесні 1248 року подався до золотоординського хана Батия, далі — у монгольську столицю Каракорум, де від Огул-Гаймиш отримав ярлик на київський великокнязівський стіл. Проте Владимиро-Суздальське князівство монголи віддали його молодшому братові Андрієві Ярославичу. Невдоволений цим, Олександр 1252 року почав боротьбу з Андрієм за Владимир над Клязьмою. Імовірно, він спирався на хана Батия. Багатотисячна монгольська Невська рать розбила об'єднане військо великого князя владимирського Андрія Ярославича та його брата, тверського князя Ярослава Ярославича, спустошила землі Залісся, що ледве почали відновлюватися після монголо-татарської навали 1237–1240 років. Князь Андрій змушений був утекти до Швеції. Владимирський великокнязівський стіл посів Олександр.

### Велике княжіння та смерть
Закріпившись у Владимирі на Клязьмі, Олександру вдалося отримати ярлик і на Великий Новгород, де він був добрим васалом Золотої Орди, а його військо стримувало в покорі новгородців та давало відсіч зовнішнім посяганням на Імперію Чингізидів. Перебуваючи в залежності від Золотої Орди, Олександр виконав наказ хана та провів перепис населення Владимиро-Суздальської й Новгородської земель та збирав з них обтяжливу данину.
1262 року князь підтримав золотоординського хана Берке в суперечці з великим монгольським ханом Хубілаєм. Того ж року він приїхав до Берке, аби обговорити свою участь у його конфлікті з іншим Чингізидом — правителем Ірану ханом Хулагу. На зворотному шляху з Орди на історичне Залісся Олександр захворів і помер у Городці на Волзі. За версією РПЦ, перед смертю прийняв схиму й отримав ім'я Олексій.
Тіло князя перевезли до Владимира на Клязьмі й поховали в монастирі Різдва Богородиці. У 1724 році за наказом Петра I мощі Олександра було перепоховано в Олександро-Невській лаврі в Санкт-Петербурзі. Частки мощей тепер зберігаються також у Свято-Успенському соборі Владимира-на- Клязьмі й в храмі святого Олександра Невського в Софії.

## Родина
Дружина — Олександра Брячиславівна, княгиня Полоцька
Діти:
- Василь (до 1245—1271) — князь Новгородський;
- Дмитро (1250—1294) — князь Новгородський (1260—1263), князь Переяслав-заліський, великий князь Володимирський в 1276—1281 і 1283—1293 роках;
- Андрій (близько 1255—1304) — князь Костромський (1276—1293, 1296—1304), великий князь Володимирський (1281—1284, 1292—1304), князь Новгородський (1281—1285, 1292—1304), князь Городецький (1264—1304);
- Данило (1261—1303) — князь Московський (1263—1303), засновник династії Даниловичів.

- Євдокія — дружина князя Костянтина Ростиславича Смоленського.

## Канонізація
Святий у Російській православній церкві та Болгарській православній церкві.

### Позиція ПЦУ
У лютому 2024 року Синод ПЦУ оголосив про рішення виключити з богослужебного календаря Української Церкви згадки про Олександра Невського.

### Позиція РПЦ
Олександр Невський канонізований РПЦ до лику благовірних за митрополита Макарія на Московському соборі 1547 року, в той час, коли московська церква знаходилась в Московсько-Константинопольській схизмі. День пам'яті – 23 листопада.

### Позиція БПЦ
Святий у Болгарській православній церкві. На честь Святого названо головний катедральний собор БПЦ —  Храм-пам'ятник Олександра Невського.

## Пам'ять

### Україна
- Кафедральний собор святого благовірного князя Олександра Невського ПЦУ у місті Кам'янець-Подільський.
- Свято-Благовіщенський храм Олександра Невського (УПЦ МП) в місті Дніпро.
- Церква Святого Олександра Невського (УПЦ МП) у Жмеринці.
- Церква Святого Олександра Невського (УПЦ МП) у Могилів-Подільському.
- Собор Святого Олександра Невського (УПЦ МП) у місті Ананьїв
- Олександро-Невський собор (УПЦ МП) у місті Сімферополь

### Росія
- Олександро-Невська лавра, собор РПЦ у Санкт-Петербурзі. Вважається небесним покровителем Петербурга.
- Образ Олександра Невського часто використовується з пропагандистською метою ще з часів Петра І[10]. Іменем Олександра Невського названі вулиці, провулки, храми тощо. Проте пам'ятник відсутній у Москві.
- Є також російським мілітарним храмовим святим, покровителем московитського війська.

### Болгарія
- Храм-пам'ятник Олександра Невського у місті Софія (Болгарія).

## Галерея

Пам'ятник Олександру Невському в місті Курськ
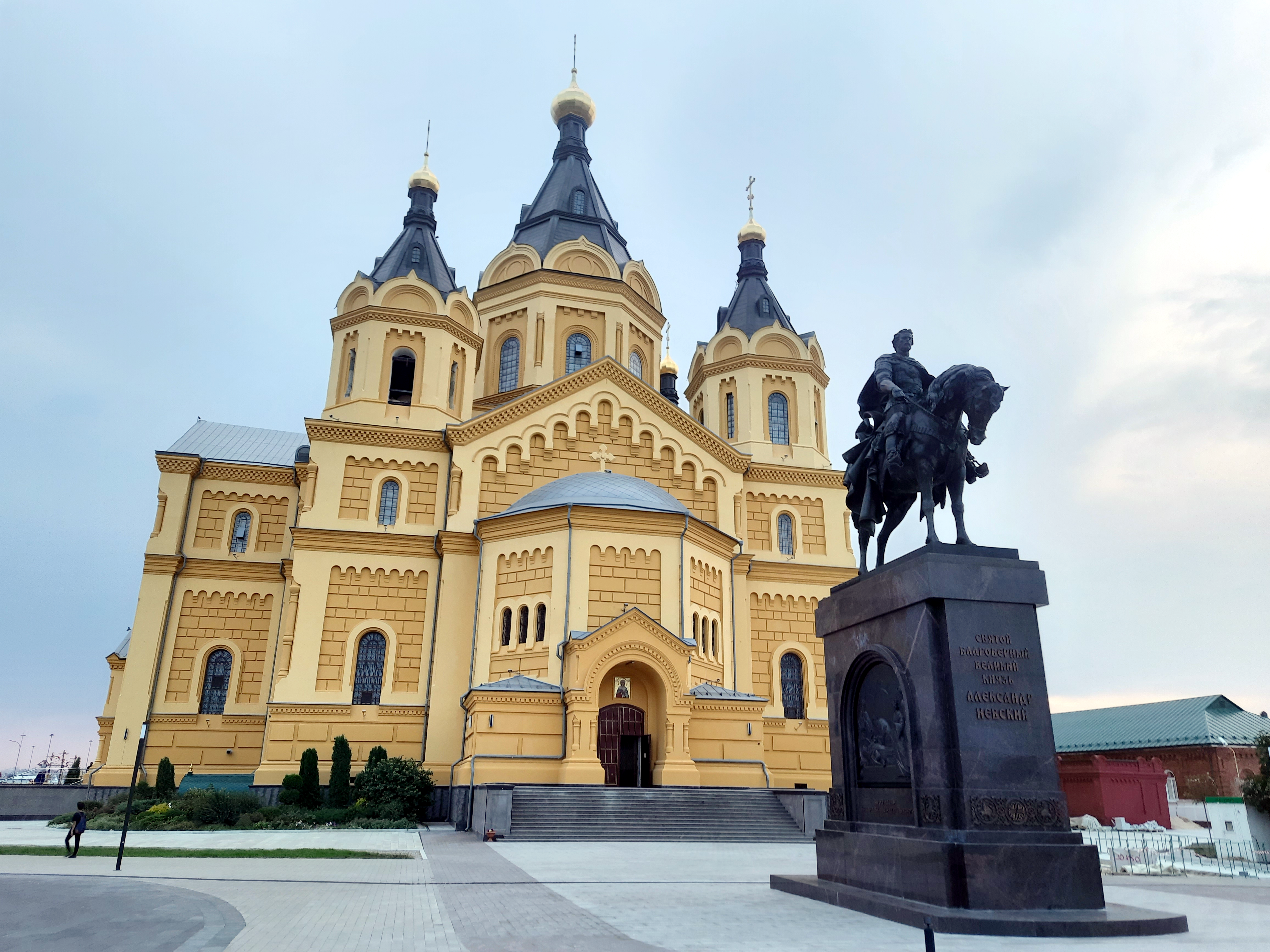
Пам'ятник Олександру Невському в місті Нижній Новгород
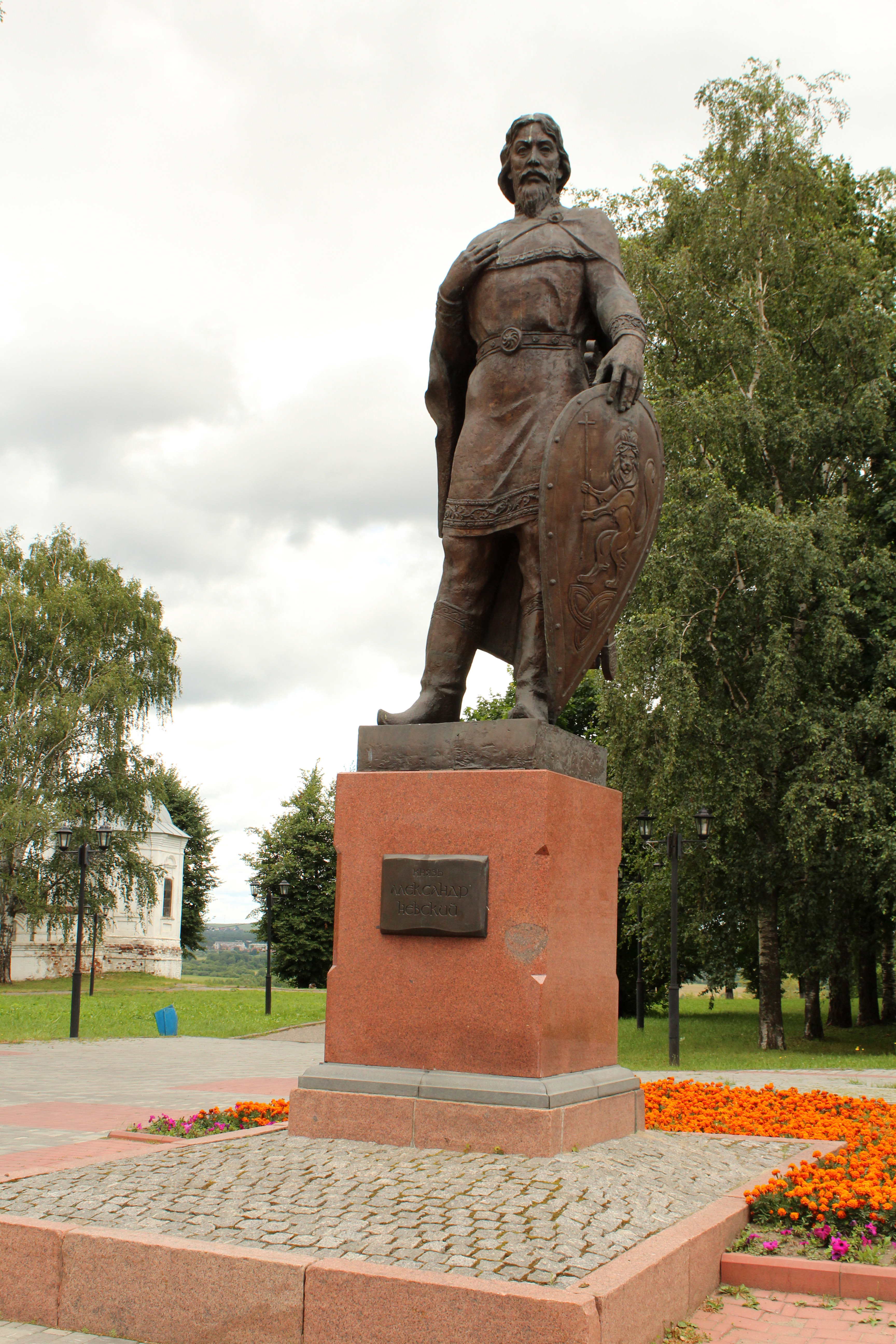
Пам'ятник Олександру Невському в місті Владимир